# 吉利斯布拉夫鎮區 (密蘇里州巴特勒縣)
吉利斯布拉夫鎮區（英語：Gillis Bluff Township）是位於美國密蘇里州巴特勒縣的一個行政鎮區。

## 地方資料
吉利斯布拉夫鎮區的面積為141.65平方千米，當中陸地面積為141.29平方千米，而水域面積為0.36平方千米。根據2020年美國人口普查的數據，當地共有人口590人，而人口密度為每平方千米4.17人。